# Dicliptera extenta
Dicliptera extenta är en akantusväxtart som beskrevs av Spencer Le Marchant Moore. Dicliptera extenta ingår i släktet Dicliptera och familjen akantusväxter. Inga underarter finns listade i Catalogue of Life.